# Maison du Werderscher Markt

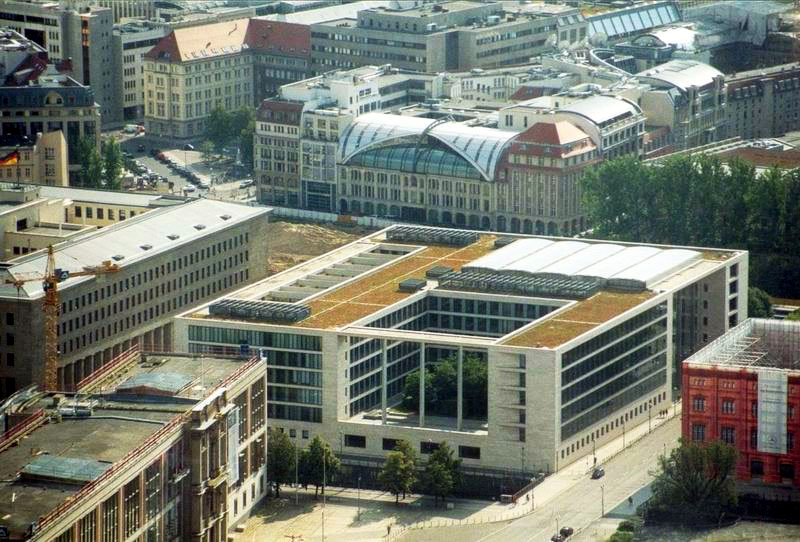
La maison du Werderscher Markt, siège de l’office des Affaires étrangères. Le nouveau bloc du bâtiment, construit dans les années 1990, est séparé de l’ancien bloc, qui date des années 1930, par une petite cour.

La maison du Werderscher Markt (Haus am Werderschen Markt) est un bâtiment du centre de Berlin constituant le siège principal de l’office des Affaires étrangères depuis 1999.
Construit de 1934 à 1940 et augmenté d’un nouveau bloc dans les années 1990, il a été successivement occupé par la Reichsbank, par le ministère est-allemand des Finances, par le comité central du Parti socialiste unifié d’Allemagne (SED) et par la Chambre du peuple.

## Localisation

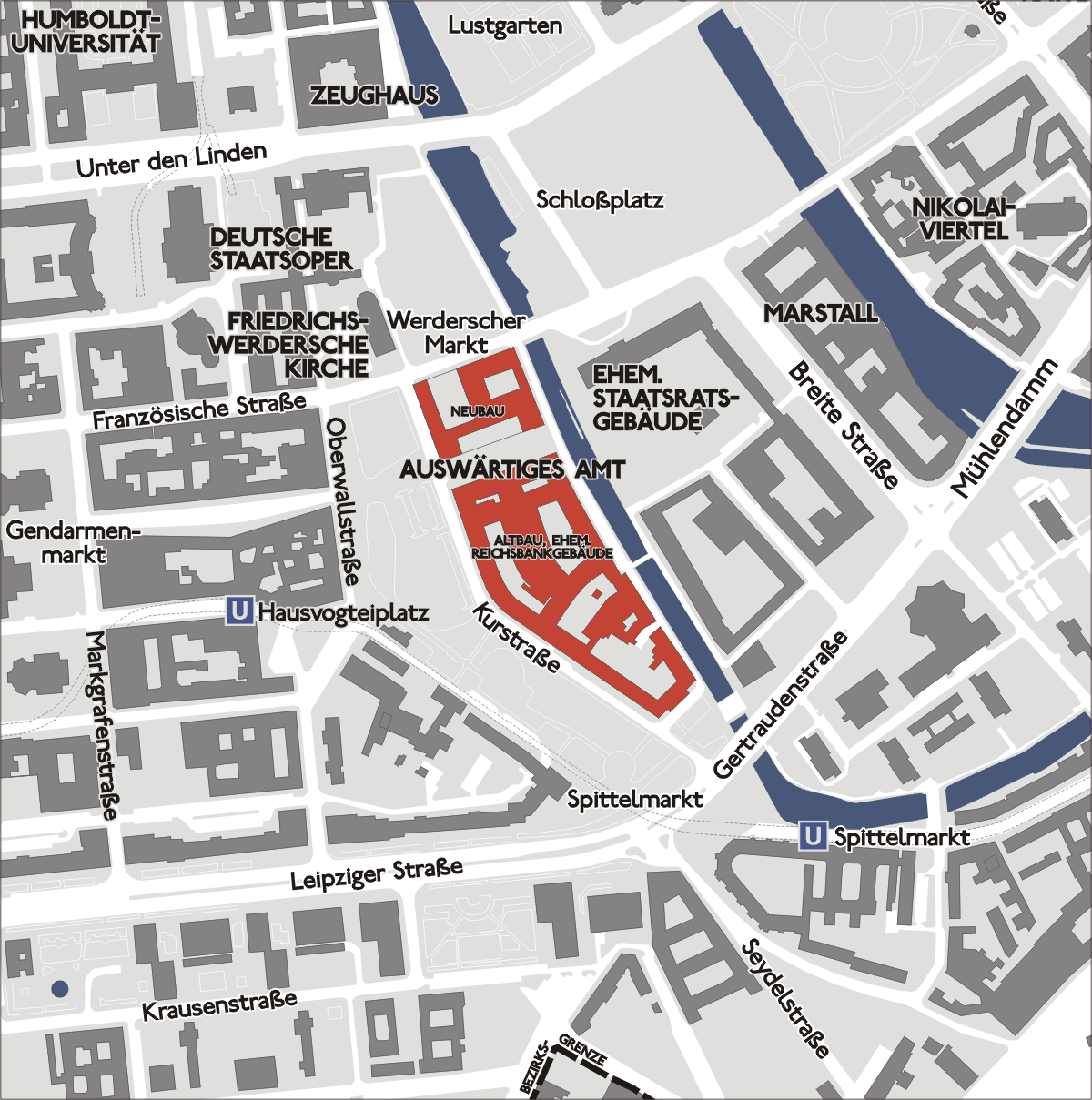
Plan du quartier de Friedrichswerder avec en rouge la maison du Werderscher Markt. L’ancien bloc, construit dans les années 1930, est au Sud, et le nouveau bloc, celui des années 1990, au Nord.

La maison du Werderscher Markt est située dans le quartier de Friedrichswerder, dans l’arrondissement de Berlin-Mitte, où se trouvent depuis le XVIIIe siècle de nombreux bâtiments officiels. Elle est entourée par l’église de Friedrichswerder, le Staatsoper et l’Arsenal au Nord, la Spree, l’ancien bâtiment du Conseil d’État et l’ancien palais de la République à l’Est. La Spree longe la façade est de l’édifice.
Elle doit son nom au « marché des Îlots » (Werderscher Markt), aujourd’hui disparu.

## Histoire

### Le bâtiment d’extension de la Reichsbank
Les premiers projets d’une annexe au bâtiment de la Reichsbank, situé entre la Kurstraße et l’Oberwallstraße, remontent à 1913. La banque acquiert progressivement plusieurs terrains alentour, si bien qu’elle possède à la fin des années 1920 toute la zone entre la Kurstraße, le Werdersche Markt, l’Unterwasserstraße et la Neue Leipziger Straße.
En 1932, le directeur des bâtiments de la banque, Heinrich Wolff, présente plusieurs plans pour un nouveau bâtiment. En raison de l’importance du projet, la direction organise toutefois l’année suivante un concours d’architectes, auquel participent notamment Ludwig Mies van der Rohe und Walter Gropius, mais en septembre, le chancelier Adolf Hitler choisit l’un des avant-projets de Wolff. La première pierre est posée le 5 mai 1934 par Hitler lors d’une cérémonie rassemblant 6 000 invités, notamment Joseph Goebbels, Hermann Göring et Wilhelm Frick. La construction dure six ans et la Reichsbank s’y installe en 1940.
Le nouveau bâtiment est relié au siège principal de la banque par une passerelle surplombant la rue. Wolff a installé au rez-de-chaussée trois grands halls avec les guichets d’accueil, dans les étages des bureaux pour l’administration de la banque, et dans les sous-sols les salles des coffres où étaient abritées les réserves de devises et d’or.
Bien que les bombardements aient endommagé l’édifice pendant la Deuxième Guerre mondiale et que les étages supérieurs aient été ravagés par des incendies, la structure reste largement intacte en raison de la solidité des fondations et de l’ossature ; le comptoir municipal (Stadtkontor) de Berlin, une institution de crédit créée par les Alliés, peut s’y installer dès juin 1945.

### La République démocratique allemande

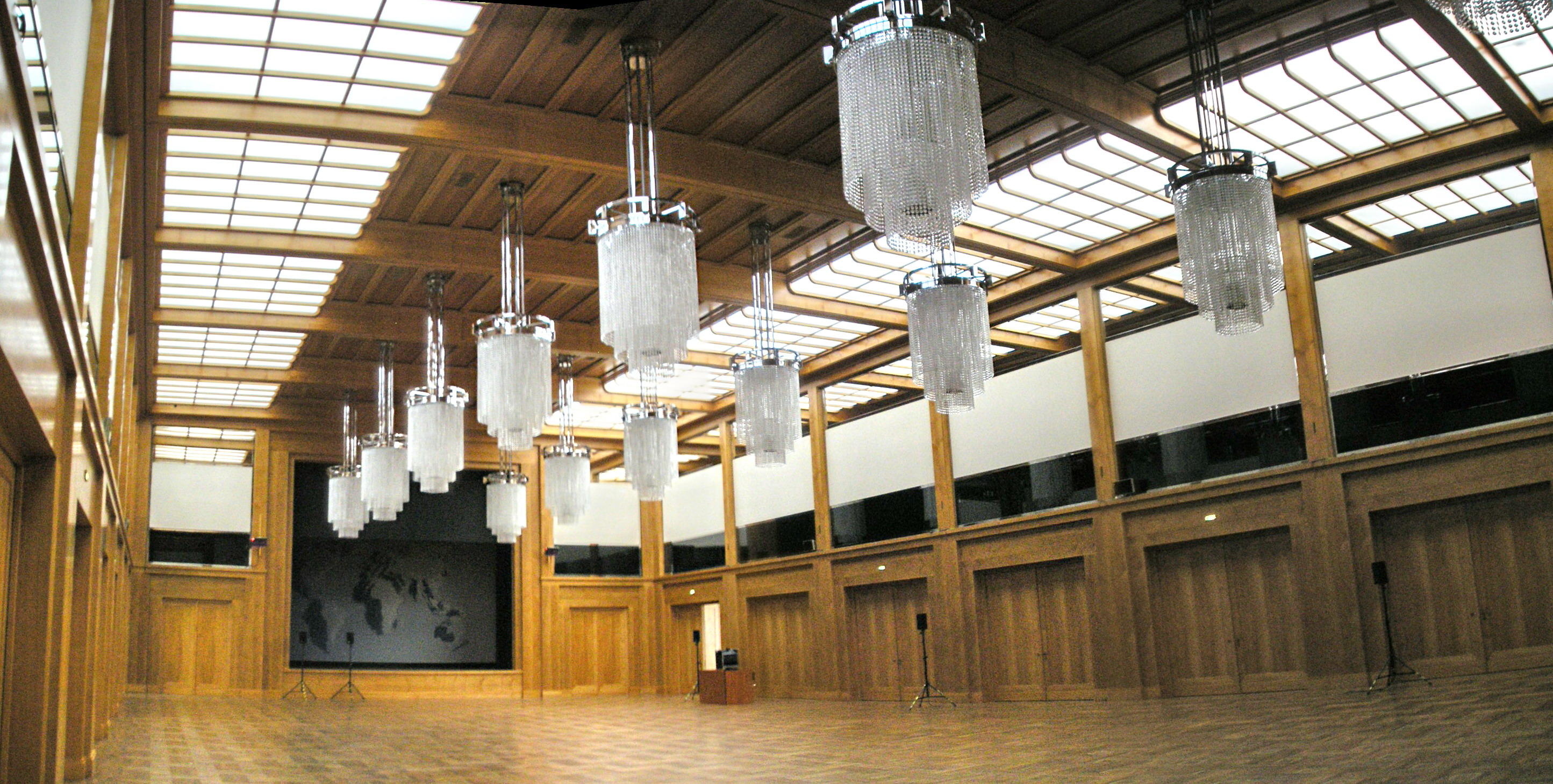
La salle du Monde (Welt-Saal), anciennement la deuxième salle des caisses.

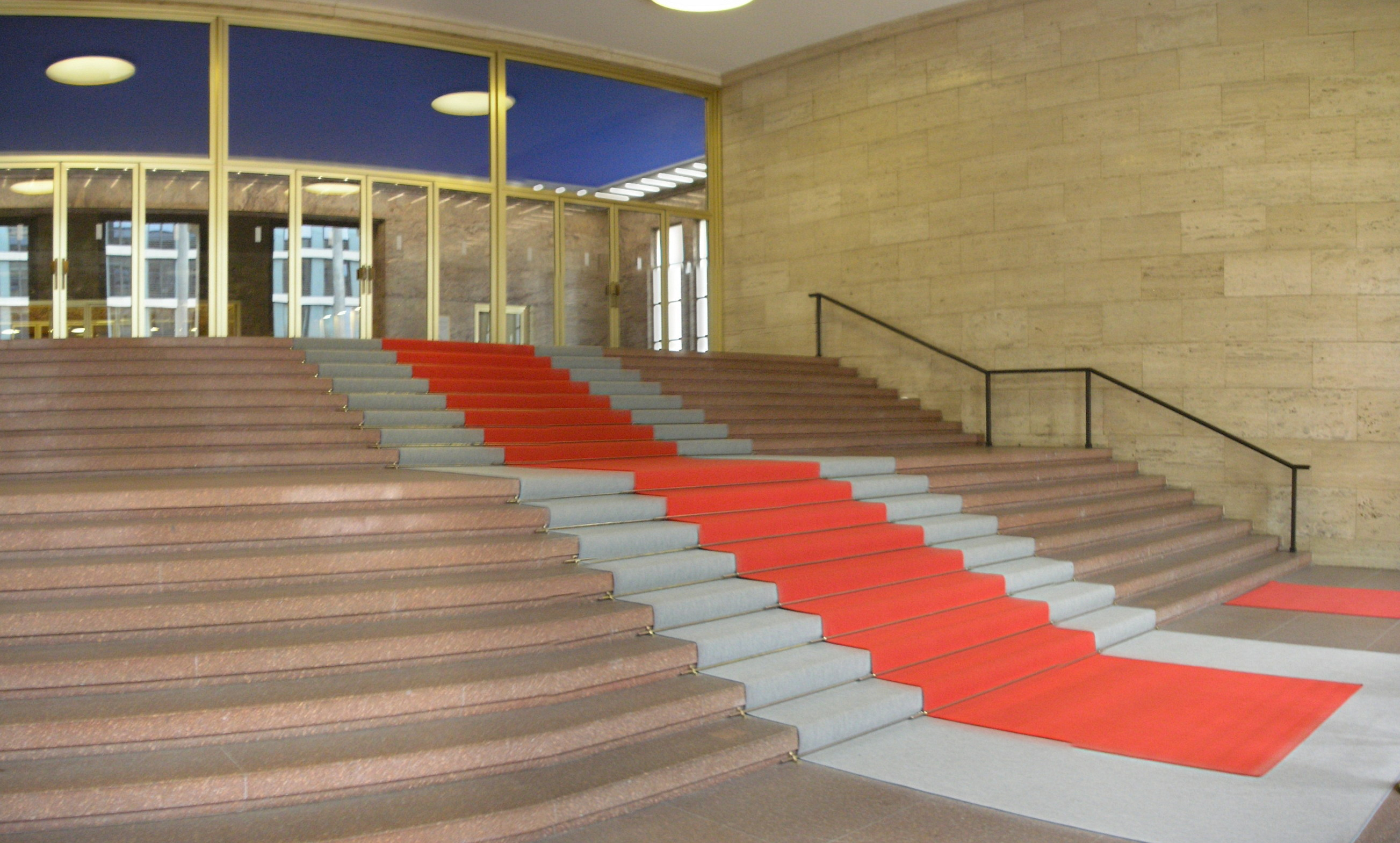
Un escalier menant à l’ancienne première salle des caisses.

De 1949 à 1959, le bâtiment est le siège du ministère des Finances de la nouvelle République démocratique allemande (RDA).
Il est affecté en 1959 au comité central du Parti socialiste unifié (SED), le principal organe bureaucratique du régime ; il devient ainsi l’un des principaux centres de pouvoir d’Allemagne de l’Est, le « quartier de haute sécurité du pouvoir » (Hochsicherheitstrakt der Macht), selon le mot de l’écrivain Heiner Müller. Son agencement est profondément modifié : les anciennes salles des guichets, qui avaient été conservées en l’état depuis l’époque de la Reichsbank, sont ainsi transformées en salles de congrès, les espaces de travail des 2 000 agents du comité central et du bureau politique sont installés dans les étages, et le bureau du secrétaire général du Parti est aménagé au milieu de la façade au-dessus de l’entrée.
Après la chute du Mur et l’effondrement du régime socialiste, le comité central du SED est dissous. Le bâtiment accueille en 1990 les bureaux des membres de la première Chambre du peuple librement élue et est renommé en maison des Parlementaires (Haus der Parlamentarier). Le palais de la République devant être fermé en raison de la présence d’amiante, c’est dans la grande salle des séances du bâtiment du Werderscher Markt que se tiennent les dernières séances de la Chambre en septembre et qu’est notamment adopté le 20 septembre traité d’unification qui réalise l’intégration de la RDA dans la République fédérale d’Allemagne.

### L’office des Affaires étrangères

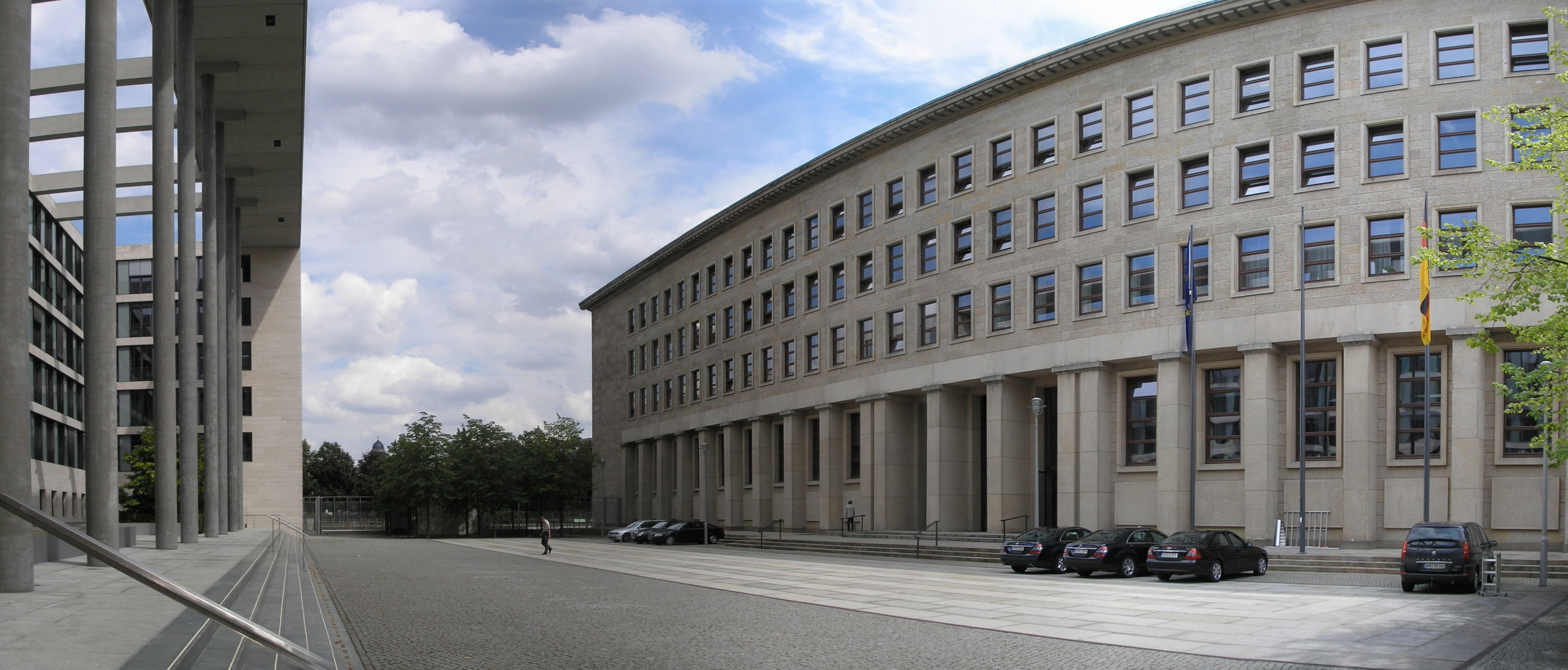
La cour entre l’ancien et le nouveau bloc.

Après la Réunification, la décision de transférer le Bundestag et le Gouvernement fédéral dans la nouvelle capitale est prise en 1991. Après qu’il a été envisagé de construire un bâtiment entièrement nouveau pour l’office des Affaires étrangères, la maison du Werderscher Markt est choisie comme son siège principal.
Les architectes Thomas Müller et Ivan Reimann conçoivent un nouveau bloc qui doit notamment servir d’entrée principale et d’accueil du public. Il est ouvert sur l’extérieur grâce à trois cours intérieures vitrées L’ancien bloc, qui doit former l’arrière du nouvel ensemble, est rénové sous la conception générale de Hans Kollhoff, qui choisit de préserver autant que possible les éléments des années 1930 et de l’après-guerre tout en modernisant chaque fois que nécessaire : de nouvelles salles de réunion sont créées, les bureaux des étages supérieurs sont rénovés et les archives politiques du ministère sont installées au sous-sol. La salle de réunion du comité central est cependant conservée pour des raisons historiques. Le nouveau et l’ancien bâtiment sont reliés par une cour et un tunnel.
Le nouvel ensemble est inauguré le 6 novembre 1998 par Joschka Fischer, vice-chancelier et ministre fédéral des Affaires étrangères dans le cabinet Schröder tout juste entré en fonction. Le ministère s’y installe en 1999, tout en conservant un siège secondaire à Bonn, l’ancienne capitale.

## Ressources